# José María Queipo de Llano
José María Queipo de Llano y Ruiz de Sarabia VII conte di Toreno (Oviedo, 26 novembre 1786 – Parigi, 16 settembre 1843) è stato un politico e storico spagnolo, è stato anche il secondo Presidente del Consiglio dei Ministri della Spagna.